# Щербаки (Псковская область)
Щербаки — деревня в Горайской волости Островского района Псковской области.
Расположена в 28 км к югу от города Остров, в 14 км к юго-западу от волостного центра, деревни Крюки и в 2 км к северо-западу от деревни Гривы.
Численность населения деревни по состоянию на 2000 год составляла 2 человека.
До 3 июня 2010 года деревня входила в состав ныне упразднённой Синерецкой волости с центром в д.Гривы.